# 龔景
龔 景（きょう けい）は、小説『三国志演義』に登場する架空の人物。黄巾の乱時の青州太守（太守と書いてあるが、おそらく刺史の誤り）。
黄巾の乱が起き、青州もその被害を受ける。太守（刺史？）の龔景は張角軍の兵に居城を囲まれたので、幽州の劉焉に救援を要請する。そのとき劉焉のもとには、校尉の鄒靖と義勇軍の劉備らがいたので、劉焉は彼らを派遣、劉備の策によって敵は混乱し、それに乗じて龔景も民兵を率いて討って出ることができ、黄巾賊を討ち破ることに成功した。